# GNOME Software
GNOME Software é um utilitário para instalação de software e atualizações em computadores com Linux.
É o front-end GNOME para o PackageKit daemon, que é um front-end para vários pacote de gerenciamento de sistemas. Estes incluem sistemas baseado em RPM e DEB. Ele é escrito em C, e foi introduzida no GNOME 3.10.
O programa pode ser usado para adicionar e gerenciar repositórios , bem como o Ubuntu Personal Package Archive (PPA). O Ubuntu substituiu versões antigas do Ubuntu Software Center pelo GNOME Software a partir da versão Ubuntu 16.04 LTS, re-nomeado como "Ubuntu Software". Ele também suporta fwupd para manutenção de firmware do sistema.